# Omar Khayyam (cràter)
Omar Khayyam és un cràter d'impacte que es troba just més enllà del terminador nord-oest de la Lluna, generalment en la cara oculta encara que de vegades es pot observar de la Terra a causa de la libració, i sota una il·luminació favorable es pot veure lateralment. No obstant això baix eixes circumstàncies no es pot apreciar molt de detall, i el cràter es veu millor des de naus en òrbita.

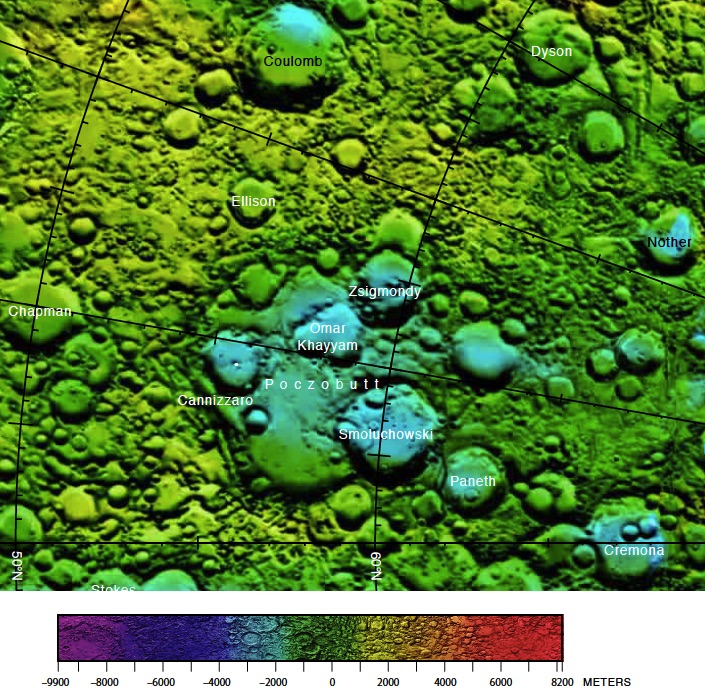
Localització de Khayyam (prop del centre de la imatge)

Aquest element es troba en la vora occidental de la gran plana emmurallada del cràter Poczobutt. El bord nord-oest d'Omar Khayyam és superposat pel cràter Zsigmondy. La part aquest-sud-est del sòl interior d'Omar Khayyam està coberta per un cràter més petit i més recent. Una cresta unida a la vora exterior occidental del cràter divideix per la meitat la resta del sòl interior, donant a Omar Khayyam l'aparença d'una formació composta de múltiples impactes fusionats.
La vora exterior d'Omar Khayyam està molt erosionada, i presenta una àmplia escletxa cap al sud-est. Un petit cràter cobreix la vora occidental, i diversos petits cràters marquen els costats i parts de l'interior. El sòl al sud-oest és una mica més suau que en altres llocs.
Aquest cràter va ser nomenat en honor del matemàtic, astrònom i poeta persa Omar Khayyam.